# Cherokee (Kansas)
Cherokee és una població dels Estats Units a l'estat de Kansas. Segons el cens del 2000 tenia 722 habitants.

## Demografia
Segons el cens del 2000, Cherokee tenia 722 habitants, 301 habitatges, i 192 famílies. La densitat de població era de 404 habitants per km².
Dels 301 habitatges en un 29,6% hi vivien nens de menys de 18 anys, en un 50,5% hi vivien parelles casades, en un 8% dones solteres, i en un 36,2% no eren unitats familiars. En el 32,2% dels habitatges hi vivien persones soles el 16,6% de les quals corresponia a persones de 65 anys o més que vivien soles. El nombre mitjà de persones vivint en cada habitatge era de 2,4 i el nombre mitjà de persones que vivien en cada família era de 3,03.
Per edats la població es repartia de la següent manera: un 26,7% tenia menys de 18 anys, un 6,8% entre 18 i 24, un 24,9% entre 25 i 44, un 25,1% de 45 a 60 i un 16,5% 65 anys o més.
L'edat mediana era de 38 anys. Per cada 100 dones de 18 o més anys hi havia 94,5 homes.
La renda mediana per habitatge era de 29.083 $ i la renda mediana per família de 36.389 $. Els homes tenien una renda mediana de 26.739 $ mentre que les dones 18.810 $. La renda per capita de la població era de 14.693 $. Entorn del 7,8% de les famílies i el 14,5% de la població estaven per davall del llindar de pobresa.

## Poblacions més properes
El següent diagrama mostra les poblacions més properes.